# إبراهيم إيمورو
إبراهيم إيمورو (مواليد 2 أكتوبر 1999) هو لاعب كرة قدم غاني يلعب في مركز الظهير الأيسر في نادي أشانتي كوتوكو.

## وصلات خارجية
- إبراهيم إيمورو على موقع قاعدة بيانات كرة القدم.إي يو (الإنجليزية)
- إبراهيم إيمورو على موقع Soccerway.com (الإنجليزية)
- إبراهيم إيمورو على موقع GSA (الإنجليزية)